# Senatusconsultum de Bacchanalibus
A Senatusconsultum de Bacchanalibus nevezetes ólatin kori felirat (CIL i2 2, 581), Kr. e. 186-ra datálható (AUC 568). 1640-ben fedezték fel Tiriolóban, Dél-Itáliában. A praetor közli benne a római szenátus határozatát (illetve formailag tanácsát), melyben az megtiltja bacchanáliák rendezését egész Itáliában, illetve megállapít speciális eseteket, amikor mégis lehessen bacchanáliát tartani, de csakis a szenátus által jóváhagyott körülmények között.
A bacchanáliák rendezésének itáliai története kicsiny szektaként indult: titokzatos, orgiasztikus természetű éjszakai rítusokat hajtottak végre, borközi állapotban. Részben talán azért is, mert a gyakorlóinak egy része nappal törvények kívülinek számított, a rítus résztvevői titoktartást fogadtak. Az orgiasztikus aspektus igen vonzónak bizonyult, forrásaink szerint (Livius a legfontosabb), nagyon vonzotta a jelenség azokat, akik magukat a törvények fölött állónak gondolják. Gyilkosságok és erőszaktevések is történtek a források szerint (bár ez szinte minden titkos társaság történetében felmerülő motívum). Állítólag a résztvevők felső korhatárát 20 évben állapították meg.
Amikor a kultusz hullámai elérték a patrícius famíliák köreit, és a jelek szerint a kultusz hívei erőszakkal toboroztak új és újabb csatlakozókat, némelyek az elöljárók segítségét kérték, s a magisztrátusok a szenátus elé vitték az ügyet. A szenátus először is gondoskodott arról, hogy a tanúkat védelemben részesítsék, aztán, minthogy úgy ítélték, a kultusz fenyegetést jelent a közbiztonságra, nyomozókat jelöltek ki, és jutalmat tűztek ki az informátoroknak. Megindultak a büntető eljárások, s a szenátus úgy határozott, javaslattal fordul a magisztrátusokhoz – lehetőleg riasszanak el mindenkit a kultusz folytatásától egész Itáliában, s a vezetőkre, ha ellenállnak, halálbüntetés legyen kiszabható. Sokan öngyilkosságba menekültek a vizsgálatok közben (Livius szerint). A marginális résztvevőket csak elzárás fenyegette. Livius szerint több főkolompost fogtak el, mint egyebet. A hivatalos ellenkampány után a bacchanáliák azért megmaradtak persze, ha titokban is, Dél-Itáliában határozott tudomásunk van a továbbélésről.

## A szöveg
A fennmaradt példányt bronztáblára írták, Apuliában fedezték fel 1640-ben, ma a bécsi Kunsthistorisches Museumban őrzik. A felirat szövege a következő (számozott soronként):
1. [Q] MARCIUS L F S POSTUMIUS L F COS SENATUM CONSOLUERUNT N OCTOB APUD AEDEM
2. DUELONAI SC ARF M CLAUDI M F L VALERI P F Q MINUCI C F DE BACANALIBUS QUEI FOEDERATEI
3. ESENT ITA EXDEICENDUM CENSUERE NEIQUIS EORUM BACANAL HABUISE VELET SEI QUES
4. ESENT QUEI SIBEI DEICERENT NECESUS ESE BACANAL HABERE EEIS UTEI AD PR URBANUM
5. ROMAM VENIRENT DEQUE EEIS REBUS UBEI EORUM VER[B]A AUDITA ESENT UTEI SENATUS
6. NOSTER DECERNERET DUM NE MINUS SENATOR[I]BUS C ADESENT [QUOM E]A RES COSOLORETUR
7. BACAS VIR NEQUIS ADIESE VELET CEIVIS ROMANUS NEVE NOMINUS LATINI NEVE SOCIUM
8. QUISQUAM NISEI PR URBANUM ADIESENT ISQUE [D]E SENATUOS SENTENTIAD DUM NE
9. MINUS SENATORIBUS C ADESENT QUOM EA RES COSOLERETUR IOUSISET CE[N]SUERE
10. SACERDOS NE QUIS VIR ESET MAGISTER NEQUE VIR NEQUE MULIER QUISQUAM ESET
11. NEVE PECUNIAM QUISQUAM EORUM COMOINE[MH]ABUISE VE[L]ET NEVE MAGISTRATUM
12. NEVE PRO MAGISTRATU[D] NEQUE VIRUM [NEQUE MUL]IEREM QUISQUAM FECISE VELET
13. NEVE POST HAC INTER SED CONIOURA [SE NEV]E COMVOVISE NEVE CONSPONDISE
14. NEVE CONPROMESISE VELET NEVE QUISQUAM FIDEM INTER SED DEDISE VELET
15. SACRA IN OQOLTOD NE QUISQUAM FECISE VELET NEVE IN POPLICOD NEVE IN
16. PREIVATOD NEVE EXTRAD URBEM SACRA QUISQUAM FECISE VELET NISEI
17. PR URBANUM ADIESET ISQUE DE SENATUOS SENTENTIAD DUM NE MINUS
18. SENATORIBUS C ADESENT QUOM EA RES COSOLERETUR IOUSISET CENSUERE
19. HOMINES PLOUS V OINVORSEI VIREI ATQUE MULIERES SACRA NE QUISQUAM
20. FECISE VELET NEVE INTER IBEI VIREI PLOUS DUOBUS MULIERIBUS PLOUS TRIBUS
21. ARFUISE VELENT NISEI DE PR URBANI SENATUOSQUE SENTENTIAD UTEI SUPRAD
22. SCRIPTUM EST HAICE UTEI IN CONVENTIONID EXDEICATIS NE MINUS TRINUM
23. NOUNDINUM SENATUOSQUE SENTENTIAM UTEI SCIENTES ESETIS EORUM
24. SENTENTIA ITA FUIT SEI QUES ESENT QUEI ARVORSUM EAD FECISENT QUAM SUPRAD
25. SCRIPTUM EST EEIS REM CAPUTALEM FACIENDAM CENSUERE ATQUE UTEI
26. HOCE IN TABOLAM AHENAM INCEIDERETIS ITA SENATUS AIQUOM CENSUIT
27. UTEIQUE EAM FIGIER IOUBEATIS UBI FACILUMED GNOSCIER POTISIT ATQUE
28. UTEI EA BACANALIA SEI QUA SUNT EXSTRAD QUAM SEI QUID IBEI SACRI EST
29. ITA UTEI SUPRAD SCRIPTUM EST IN DIEBUS X QUIBUS VOBEIS TABELAI DATAI
30. ERUNT FACIATIS UTEI DISMOTA SIENT IN AGRO TEURANO

## A szöveg átírása aranykori latinra
A következőkben az ólatin szöveg standard aranykorira átírt változatát közöljük:
1. [Q.] Marcius L. f(ilius), S(purius) Postumius L. f(ilius) co(n)s(ules) senatum consoluerunt N(onis) Octob(ribus), apud aedem
2. Bellonai. Sc(ribendo) adf(uerunt) M. Claudi(us) M. f(ilius), L. Valeri(us) P. f(ilius), Q. Minuci(us) C. f. f(ilius). De Bacchanalibus qui foederati
3. essent, ita edicendum censuere: «Nequis eorum [B]acchanal habuisse vellet. siqui
4. essent, qui sibi dicerent necesse esse Bacchanal habere, ei uti ad pr(aetorem) urbanum
5. Romam venirent, deque eis rebus, ubei eorum v[e]r[b]a audita essent, uti senatus
6. noster decerneret, dum ne minus senator[i]bus C adessent, [cum e]a res consuleretur.
7. Bacchas vir nequis adiisse vellet civis Romanus neve nominis Latini neve sociorum
8. quisquam, nisi pr(aetorem) urbanum adiissent, isque [d]e senatus sententia, dum ne
9. minus senatoribus C adessent, cum ea res consuleretur, iussisset. Ce[n]suere.
10. Sacerdos nequis uir esset. Magister neque uir neque mulier quaequam esset.
11. neve pecuniam quisquam eorum commune[m h]abuisse vellet. Neve magistratum,
12. neve pro magistratu, neque virum [neque mul]ierem qui[s]quam fecisse vellet,
13. neve post hac inter se coniuras[se nev]e convovisse neve conspondisse
14. neve compromesisse vellet, neve quisquam fidem inter sed dedisse vellet.
15. Sacra in occulto ne quisquam fecisse vellet. Neve in publico neve in
16. privato neve extra urbem sacra quisquam fecisse vellet, nisi
17. pr(aetorem) urbanum adiisset, isque de senatus sententia, dum ne minus
18. senatoribus C adessent, cum ea res consuleretur, iussisset. Censuere.
19. Homines plus V universi viri atque mulieres sacra ne quisquam
20. fecisse vellet, neve interibi viri plus duobus, mulieribus plus tribus
21. adfuisse vellent, nisi de pr(aetoris) urbani senatusque sententia, uti supra
22. scriptum est.» Haec uti in contioni edicatis ne minus trinum
23. nundinum, senatusque sententiam uti scientes essetis, eorum
24. sententia ita fuit: «Siqui essent, qui adversum ea fecissent, quam supra
25. scriptum est, eis rem capitalem faciendam censuere». Atque uti
26. hoc in tabulam ahenam incideretis, ita senatus aequum censuit,
27. utique eam figi iubeatis, ubi facillime nosci possit; atque
28. uti ea Bacchanalia, siqua sunt, extra quam siquid ibi sacri est,
29. (ita ut supra scriptum est)[5] in diebus X, quibus vobis tabelae datae
30. erunt, faciatis uti dimota sint. In agro Teurano.

## A szöveg fordítása

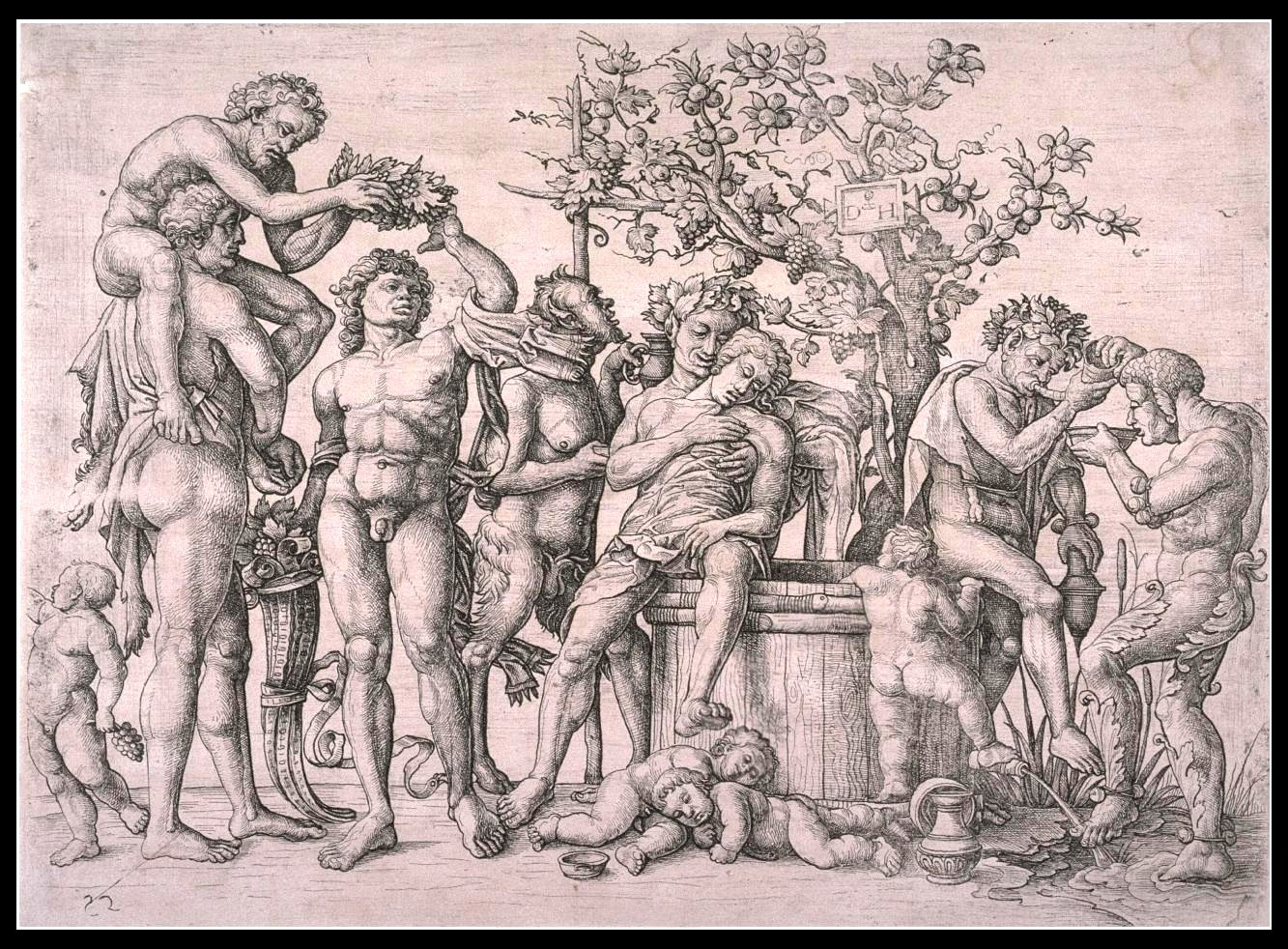
„Bacchanália” (Daniel Hopfer)

A szöveg fordítása:
Quintus Marcius, Lucius fia és Spurius Postumius a szenátussal tanácskoztak október nonája alkalmával, Bellona templomában. Marcus Claudius, Marcus fia, Lucius Valerius, Publius fia és Quintus Minucius, Gaius fia készítette a jegyzőkönyvet.
A bacchanáliák ügyében a következő tanácsokat adja a szenátus a velünk szövetségben lévőknek.
«Csak senki se akarjon bacchanáliákat tartani. De ha valaki mégis úgy véli, hogy neki föltétlenül szükséges bacchanáliát tartania, akkor jöjjön Rómába, a praetor urbanushoz, és a szenátus döntsön az ügyben, úgy, hogy amikor a meghallgatást tartják, nem kevesebb mint 100 szenátor legyen jelen. Senki se akarjon Bacchus-pap lenni, se római polgár, se a latinok közül valaki, se pedig a szövetségeseink közül senki, kivéve, ha a praetor urbanushoz jön, és ő a szenátus kifejezett tanácsa szerint (amikor is nem kevesebb mint 100 szenátor legyen jelen a vitán) ad erre mégis engedélyt. [A szenátus többsége] jónak látta [ezt a döntést].
Ne legyen senki a papjuk, ne legyen senki, se férfi, se nő a tisztviselőjük (a szervezet anyagi ügyeinek menedzselésére); senki se akarjon közülük közös pénztárt kezelni; senkit se akarjanak megtenni elöljárójuknak, ne is viselkedjen senki vezetőként. Ne akarjanak egymás közt konspirálni, egymásnak fogadalmat tenni, egymással zálogot váltani. Senki se akarjon titokban rítusokat végezni, és se nyilvánosan, se titokban, se a város falain kívül ne végezzen rítust az, aki előbb el nem jött a praetor urbanushoz, s az pedig a szenátus tanácsa alapján – úgy, hogy amikor az ügyet hallgatják, semmiképpen se legyen jelen kevesebb mint 100 szenátor – nem döntött. [A szenátus többsége] jónak látta [a döntést].
Ötnél több ember, férfi és nő együttes társasága ne akarjon rítust csinálni, és ne legyen abban a társaságban több két férfinél és három nőnél, kivéve, ha a praetor urbanus és a szenátus másképpen látja jónak, ahogy fentebb írva van.»
Gondoskodjatok róla, hogy a gyülekezésen (contio) nem kevesebb mint három egymást követő piacnapon ki legyen hirdetve [ez a senatusconsultum]; és hogy tudjátok, mi a szenátus vélekedése, így ítéltek: «Ha valaki, aki a fent írottakkal ellentétben cselekszik, az főben járó bűnnek tekintessék» , így döntöttek. És hogy ezt ti fémtáblára írjátok, így tartotta a szenátus üdvösnek, és hogy ti ezt kifüggeszteni rendeljétek oda, ahol a legkönnyebben megismerhető; és hogy ezek a bacchanáliák, ha vannak, azon kívül, amit ott valami szentség dolgában [tenni kell], ahogy fentebb írva van, tíz nap [türelmi idő] eltelte után, attól fogva, hogy ezek a táblák nektek átadattak, tegyetek róla, hogy véget vessetek nekik. Az ager Teuranuson.

## Lásd még
- római törvények listája
- római szenátus
- boszorkányság

## Külső hivatkozások
- SC De Bacchanalibus. The Roman Law Library, Iustinianus Project, Grenoble II University. [2012. augusztus 31-i dátummal az eredetiből archiválva]. (Hozzáférés: 2009. október 21.)
- SC De Bacchanalibus, Latin Literary Sources. The Roman Law Library, Iustinianus Project, Grenoble II University. [2012. augusztus 31-i dátummal az eredetiből archiválva]. (Hozzáférés: 2009. október 21.)
- Senatus Consultum de Bacchanalibus. The Latin Library. (Hozzáférés: 2009. október 19.)
- Senatus Consultum de Bacchanalibus. Bibliotheca Augustiana. [2008. április 10-i dátummal az eredetiből archiválva]. (Hozzáférés: 2009. október 20.)